# Hermann Einstein

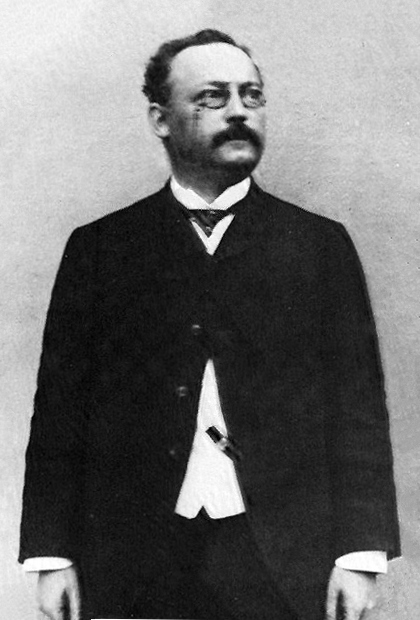
Hermann Einstein

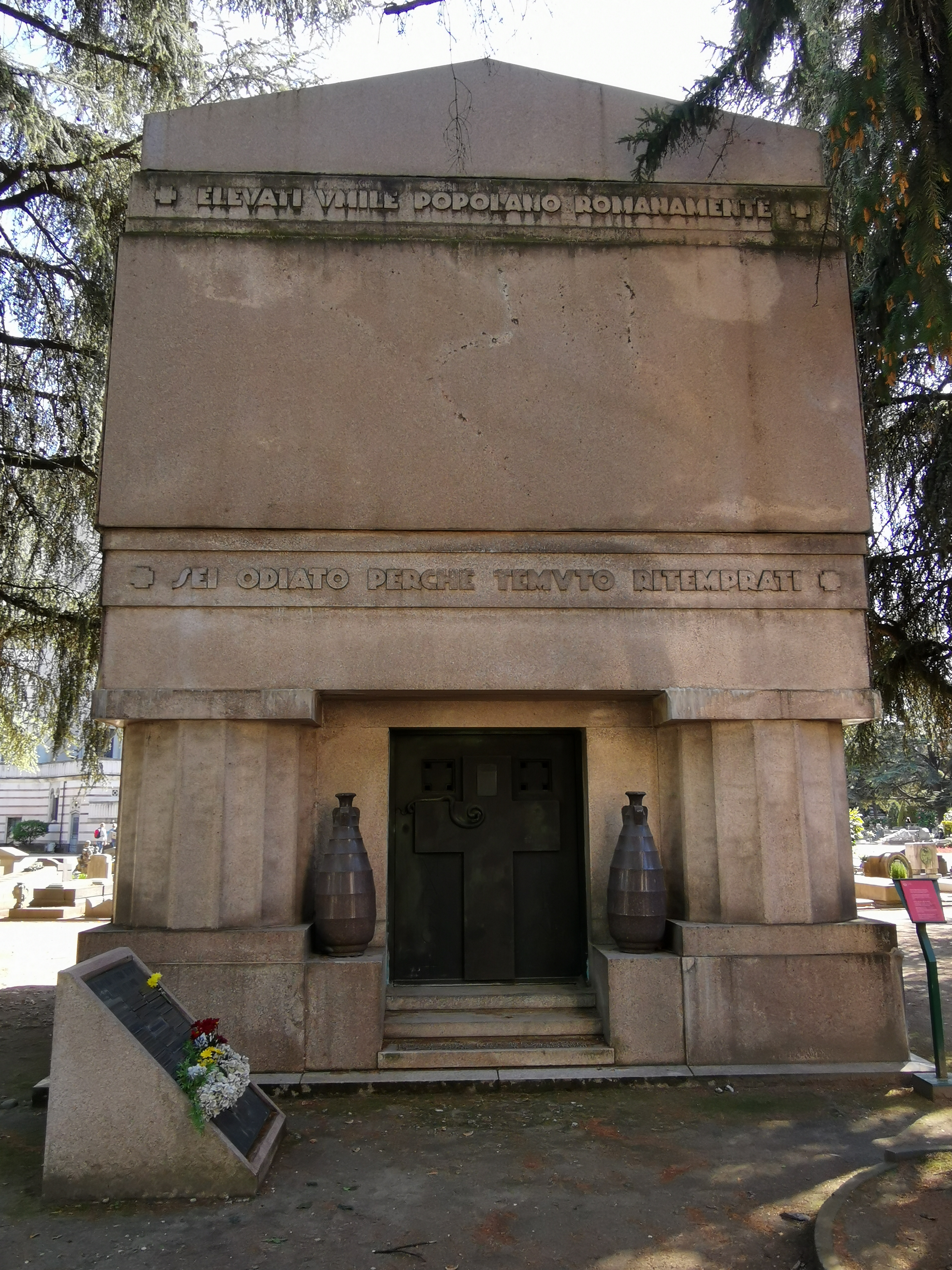
Mausoleum Palanti im Cimitero Monumentale Mailand

Hermann Einstein (* 30. August 1847 in Buchau, Königreich Württemberg; † 10. Oktober 1902 in Mailand) war ein deutscher Pionier der Elektrotechnik und mittelständischer Unternehmer in München mit 183 Angestellten. Er entstammte einer jüdischen Familie und war der Vater von Albert und Maja Einstein.

## Leben und Wirken bis 1880
Hermann Einstein wuchs in der jüdischen Gemeinde in Buchau in Oberschwaben auf. Sein Vater Abraham Einstein kam dort als Textilkaufmann mit dem Schwerpunkt Konfektions-Damenmäntel zu Wohlstand. Ende der 1860er Jahre übersiedelte die Familie nach Ulm. Noch von Buchau aus schickte der Vater Hermann Einstein nach Stuttgart, wo er die Realschule mit dem „Einjährigen“ abschloss. Dort machte er auch eine Kaufmannslehre. Um 1870 wurde Hermann Einstein in Ulm Teilhaber der Bettfedernfabrik Israel & Levi (bis zu seinem Umzug von Ulm nach München im Juni 1880). Zunächst lebte er im Haus der Fabrik (Weinhof 19) im ersten Stock bei der verwitweten Mutter Helene Einstein geb. Moos. Das Erbe des Vaters, das auf Wohlstand schließen lässt, ermöglichte den Kauf der Teilhaberschaft und der damit verbundenen Hälfte des Hauses Weinhof 19.
Am 8. Juni 1876 heiratete Hermann Einstein in der Israelitischen Betstätte in Cannstatt die 18-jährige Kaufmannstochter Pauline Koch. Mit ihr bezog er eine Wohnung in Ulm im Haus Münsterplatz 74, einem alten Fachwerkhaus. Ende 1878 zogen beide in einen komfortablen Gründerzeitbau. Am 14. März 1879 kam dort in Ulm im Haus Bahnhofstraße 20 der Sohn Albert Einstein zu Welt. Bis 1880 waren die Einsteins mit dem Ulmer jüdischen Bankier Gustav Maier und dessen Ehefrau Regina geb. Friedlaender eng befreundet und betrieben mit ihnen und Schwager Jakob Koch und dessen Ehefrau Julie geb. Dreyfus 1880 einen Spielklub.

## Leben und Wirken 1880–1894
Hermann Einstein zog im Juni 1880 mit Frau und Kind von Ulm nach München. Dort wurde er Teilhaber der Firma seines jüngeren Bruders, des Ingenieurs Jakob Einstein. Man betrieb ein Geschäft für Wasser- und Gasinstallationen, verlegte sich aber zunehmend auf elektrotechnische Installationen. Hermann Einstein war zusammen mit Jakob Einstein ab 1885 in München Teilhaber der Elektrotechnischen Fabrik J. Einstein & Cie.

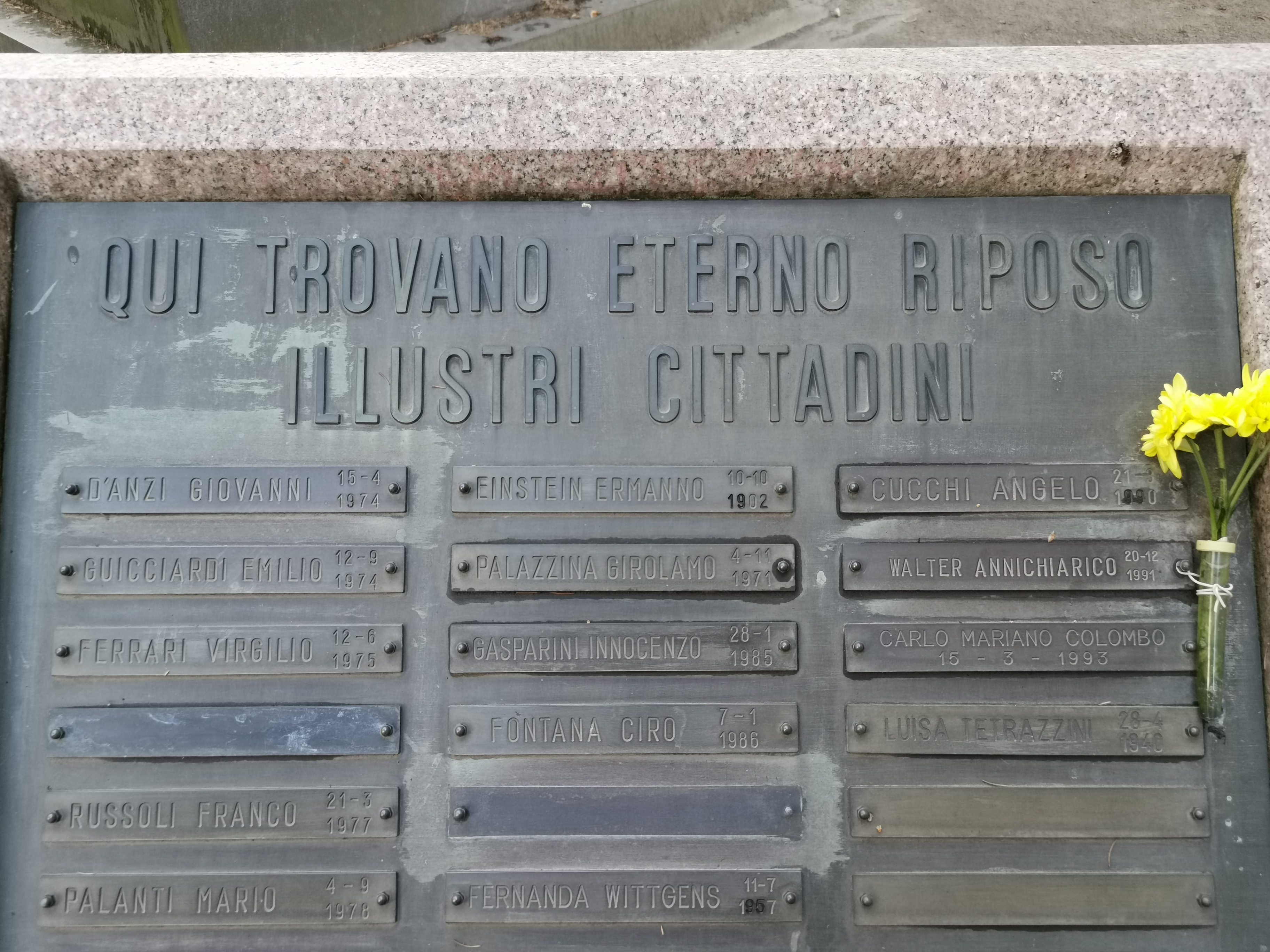
Namenstafel zum Mausoleum Palanti im Cimitero Monumentale Mailand

Einstein & Cie betrieb eine Fabrik für elektrische Geräte, die sich auf die Erzeugung von Gleichstrom und auf dessen Verwendung für die damals neue elektrische Beleuchtung von Straßen, Wirtshäusern und Bierzelten spezialisiert hatte. Die Fabrik der Einsteins befand sich in der Lindwurmstraße Nr. 127 in München. Das Gebäude wurde im Zweiten Weltkrieg zerstört; heute steht dort ein Gebäude der Münchner Volkshochschule. Kapital steuerte Hermann Einsteins Schwiegervater Julius Koch bei, der als verwitweter Privatier von 1885 bis 1894 im Haus der Einstein-Brüder Adlzreiterstr. 14 in München wohnte.
Die Einsteins elektrifizierten das Oktoberfest und die Straßen in Schwabing, die zur Salvatorbrauerei führten. Ihre Glühlampen bezogen sie von der „Deutschen Edison-Gesellschaft“. Zu den Kunden zählten unter anderem die Brauerei Pschorr und das Klinikum rechts der Isar. Die Konkurrenzunternehmen wie Siemens & Halske und die AEG spezialisierten sich auf den moderneren Wechselstrom und eroberten zunehmend Marktanteile. Wechselspannung kann relativ einfach auf höhere oder niedrigere Spannungen transformiert werden, mit hohen Spannungen lassen sich auch große Entfernungen mit weniger Materialeinsatz und Verlusten überbrücken. In den USA wurde der Wettlauf zwischen den beiden Techniken als Stromkrieg bezeichnet, da Vertreter von Gleichspannung die potentiell höhere Wechselspannung als gefährlich brandmarkten und dazu sogar den elektrischen Stuhl entwickelten. 
Ab August 1891 demonstrierte die Drehstromübertragung Lauffen–Frankfurt, bei der mehr als 1000 Glühlampen und ein künstlicher Wasserfall auf der Internationalen Elektrotechnischen Ausstellung in Frankfurt am Main vom 176 km entfernten Lauffen am Neckar mit geringen Verlusten betrieben wurden, die Vorteile der transformierbaren Wechselspannungen. Die Einsteins setzten weiterhin auf Gleichstrom und verloren Aufträge. Um einer Insolvenz zuvorzukommen, verlagerten sie ihr Geschäft ab 1894 nach Italien.

## Leben und Wirken in Italien 1895–1902
Dort errichteten sie zusammen mit dem italienischen Teilhaber Garrone eine elektrotechnische Fabrik in Pavia, die allerdings bereits 1896 bankrottging. Danach betrieb Hermann Einstein allein in Mailand eine elektrotechnische Firma. Dazu erhielt er Kapital von seinem Vetter und Schwager Rudolf Einstein, der in Hechingen Teilhaber der Webereifabrik Baruch & Cie war, obwohl er diesem nach dem Bankrott von Pavia von 1896 die hohe Summe von 10.000 Lire (entspricht 8.100 Reichsmark) schuldete. Statusdenken war ausschlaggebend für Hermann Einsteins Bemühen, die selbständige Existenz – weiterhin durch den Schwager Rudolf Einstein finanziert – aufrechtzuerhalten.
Noch auf dem Totenbett rang Albert Einstein dem Vater gegen dessen Willen die Zustimmung zu seiner Heirat mit Mileva Marić ab. Kurz bevor er starb, bat Hermann Einstein, dass alle den Raum verlassen sollten, weil er allein sterben wolle. Daran erinnerte sich Albert Einstein zeitlebens mit Schuldgefühlen.